# Mega Smeralda
Die Mega Smeralda ist ein 1985 gebautes Fährschiff der italienischen Reederei Corsica Ferries. Sie entstand unter dem Namen Svea bei der damaligen Wärtsilä-Werft in Helsinki, Finnland, und wurde im Jahr 1985 in Dienst gestellt.

## Geschichte

### Einsatz bei Silja Line
Das Schiff lief am 28. September 1984 vom Stapel und wurde auf den Namen Svea getauft. Nach der Fertigstellung im Mai 1985 wurde die Fähre am 7. Mai an die Reederei Johnson Line mit Sitz in Stockholm abgeliefert und für die Silja Line auf der Route von Stockholm über Mariehamn nach Turku eingesetzt. Im Zuge einer strukturellen Neuordnung der Silja Line im Jahr 1992 wurde auch das Schiff umfassend umgebaut und erhielt nun den Namen Silja Karneval, unter welchem es weiterhin seine angestammte Route befuhr. Am 30. März 1994 beendete das Schiff seinen Dienst auf der Route Stockholm – Turku:

### Einsatz bei Color Line

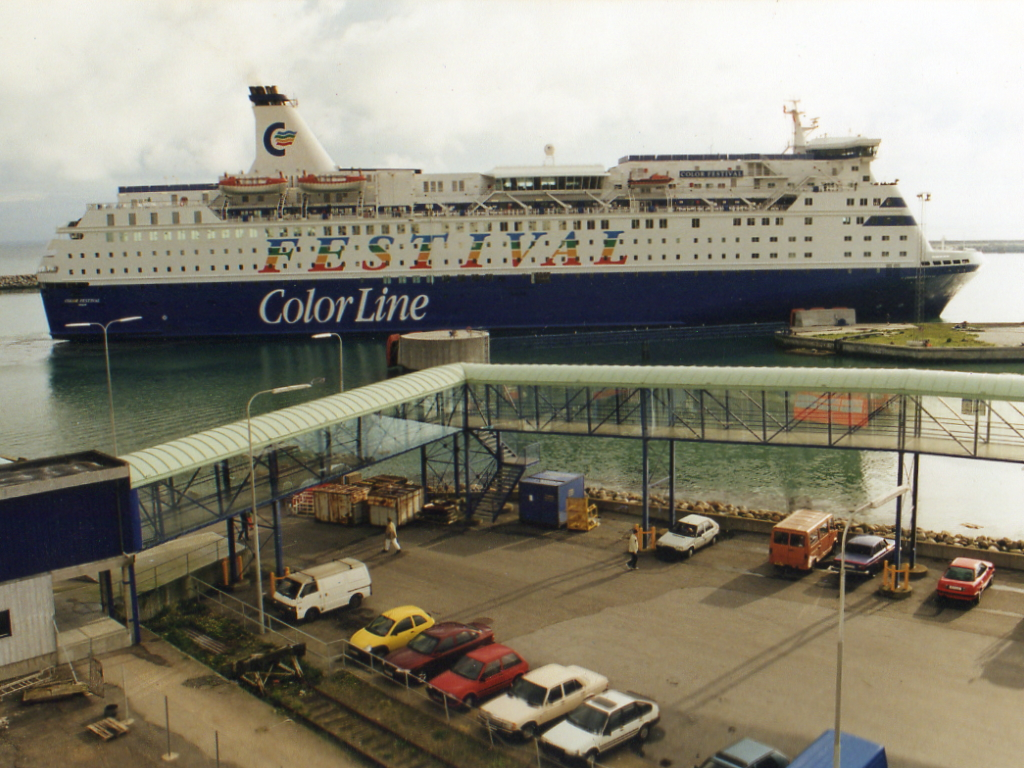
Die Color Festival beim Einlaufen in Hirtshals

Am 6. April 1994 wurde die Silja Karneval an die norwegische Reederei Color Line verkauft. Das Schiff wurde am 28. April 1994 in Color Festival umbenannt und ab dem 29. April 1994 zwischen Oslo und Hirtshals eingesetzt.
Am 22. Februar 2002 kollidierte das Schiff mit einem Wellenbrecher des Hafens Hirtshals, wurde daraufhin bei Blohm + Voss in Hamburg repariert und nahm am 7. März 2003 den Dienst wieder auf. Vom 15. Dezember 2004 bis 26. Januar 2005 wurde das Schiff bei Remontowa in Danzig umgebaut und ab dem 28. Januar 2005 wieder zwischen Oslo und Hirtshals eingesetzt. Am 2. April 2006 wurde das Schiff von der Route Oslo – Hirtshals abgezogen. Ab dem 7. April 2006 bediente die Color Festival die Strecke zwischen Frederikshavn (Dänemark) und Oslo (Norwegen). Die Fahrtzeit betrug 8½ Stunden tagsüber von Dänemark nach Norwegen und umgekehrt 12½ Stunden über Nacht. Am 21. November 2007 wurde das Schiff an Medinvest (Corsica Ferries) mit Übergabe im Januar 2008 verkauft. Am 6. Januar 2008 befuhr das Schiff das letzte Mal die Route Oslo – Frederikshavn und lag vom 11. Januar an in Frederikshavn auf. Die Route Frederikshavn – Oslo der Color Line wurde eingestellt; stattdessen befuhr ab dem 8. Januar 2008 die Prinsesse Ragnhild die neue Route Hirtshals – Oslo.

### Einsatz bei Medinvest
Am 17. Januar 2008 wurde das Schiff in Frederikshavn an Medinvest übergeben und in Mega Smeralda umbenannt. Sie kam unter italienischer Flagge mit Heimathafen Genua in Fahrt. am 31. Januar 2008 traf das Schiff in Perama, Griechenland zum Umbau ein. Ab dem 13. Juni 2008 wurde die Mega Smeralda auf der Route Civitavecchia / Livorno – Bastia / Golfo Aranci eingesetzt. Seit November 2008 fährt das Schiff zwischen Toulon und Korsika.

## Schwesterschiff
Die Mega Smeralda hat ein Schwesterschiff, die als Wellamo gebaute Mega Andrea.

## Ausstattung
An Bord finden sich neben 830 Kabinen fünf Restaurants, ein Internetcafé, drei Nachtclubs, zwei Bars, ein Bordshop, ein Schwimmbad und diverse Tagungsräume.
Die Mega Smeralda ist 168 Meter lang, 27,60 Meter breit und hat einen Tiefgang von 6,70 Metern. Bei einer Maschinenleistung von 26.200 kW erreicht sie eine Spitzengeschwindigkeit von 22 Knoten. Als kombiniertes Auto- und Personenfährschiff bietet es Platz für circa 2.000 Passagiere und circa 400 Pkw.